# Patenschaft
Als Patenschaft wird die freiwillige Übernahme einer Fürsorgepflicht bezeichnet. Eine Patenschaft unterscheidet sich von einer Partnerschaft (z. B. Gemeindepartnerschaft) darin, dass die beiden Teilnehmer nicht gleiche Rechte und Pflichten besitzen, sondern eine einseitige Fürsorgeaufgabe wahrgenommen wird.

## Rechtliche und sprachliche Patenschaftsformen

### Verschiedene Beispiele
Der Begriff leitet sich ursprünglich vom christlichen Taufpatenamt her, das besonders in früheren Jahrhunderten eine sehr wichtige soziale Rolle besaß und vielerorts noch heute innehat. Der Begriff Patenschaft hat heute eine sehr vielseitige Bedeutung erlangt. Im kommerziellen Bereich gibt es Patenschaften, bei denen ein Kunde eine Vergütung erhält, wenn er einen Bekannten dazu überredet, beispielsweise ein Zeitungsabonnement zu bestellen oder einen Telefonvertrag abzuschließen.
Im kulturellen und politischen Bereich gibt es Städtepartnerschaften und Namenspatenschaften. Im Umweltbereich gibt es finanzielle Patenschaften für neu gepflanzte Bäume oder für Tiere, die vom Aussterben bedroht sind. Besonders vielseitig sind die Formen im humanitären Bereich. Sie gruppieren sich um zwei verschiedene Konzepte:
1. die internationale Patenschaft, wobei eine oder mehrere Personen aus der ersten Welt eine oder mehrere Personen aus ärmeren Ländern vornehmlich finanziell unterstützen;
2. die örtliche Patenschaft, bei der ein(e) ehrenamtliche(r) Patin oder Pate eine bedürftige Person aus der weiteren Nachbarschaft regelmäßig durch einige Stunden Zuwendung unterstützt. Im Folgenden werden Beispiele aus den oben genannten Bereichen genannt.

Für eine Stiftung oder ein Projekt im weitesten Sinne können Menschen oder juristische Personen eine Patenschaft übernehmen. Viele Kinderhilfswerke bieten Menschen aus reichen Nationen (Geberländer) die Möglichkeit an, Patenschaften für Kinder aus armen Regionen (Programmländer) zu übernehmen. Die Patenschaftsbeiträge finanzieren dabei Projekte, mit denen die Lebensumstände der Kinder, deren Familien und der ganzen Gemeinde dauerhaft verbessert werden sollen. Kritiker sehen darin ein „paternalistisches“ Verhältnis zwischen Gebern und Nehmern und bevorzugen eine gleichberechtigte Partnerschaft.
Ebenso können Gebietskörperschaften wie Landkreise, Städte und Gemeinden Patenschaften für andere Gebietskörperschaften übernehmen. Häufig handelt es sich dann um Gedächtnispatenschaften. Dies ist in Deutschland nach dem Zweiten Weltkrieg häufig geschehen, als westdeutsche Städte, Landkreise und Bundesländer nach der Vertreibung und folgender Übersiedlung diese für Bewohner aus der ehemaligen DDR, dem Sudetenland oder den damaligen deutschen Ostgebieten übernommen haben. Manche Städte und Gemeinden legen hier die Betonung auf Patenschaft für die in ihrem neuen Wohnort lebenden Bewohner bzw. deren dortigen Kultureinrichtungen, andere auf eine Patenschaft mit der Herkunftsregion bzw. -gemeinde. Letztere Art der Patenschaft beruhte, zumindest zum Zeitpunkt der Patenschaftserklärung (Kalter Krieg), praktisch durchweg offiziell auf Einseitigkeit. Es gibt auch Patenschaften von westdeutschen Gemeinden mit Kirchengemeinden der genannten Gebiete. Einzelne Patenschaftserklärungen wurden später wieder rückgängig gemacht (1989 die Patenschaft des Wetteraukreises in Hessen über den Heimatkreis Tepl-Petschau), aus anderen Patenschaften wurden seit Ende des Kalten Krieges (gewöhnliche) Städtepartnerschaften.
Nach dem verheerenden Seebeben im Indischen Ozean 2004 übernahmen einige Städte ebenfalls Patenschaften für Gemeinden in den betroffenen Regionen.
Mehrere deutsche Städte haben eine Patenschaft über eine Kaserne der Bundeswehr oder ein Schiff der Bundesmarine übernommen. Ähnlich ist es bei der Deutschen Bahn – Hinweise zum Verfahrensablauf und eine Zusammenstellung stehen in der Liste benannter IC/ICE-Fahrzeuge und bei der Lufthansa.
Tierpatenschaften werden in der Regel von Tierschutzorganisationen oder Zoos vermittelt. Möglich sind Patenschaften für ein geschütztes Wildtier, für ein Heimtier oder eine sog. Flugpatenschaft. Während erstere beiden klassischen Patenschaften mit einer Verpflichtung und in der Regel mit einer finanziellen Zuwendung (z. B. für Tierarzt, Futter, Medikamente) verbunden sind, stellt die Flugpatenschaft lediglich eine kostengünstige Beförderungsmöglichkeit für ein Tier dar.
Mit dem Übernehmen von Baumpatenschaften kann das Pflanzen und die Pflege von Bäumen bzw. der Schutz von existierenden Bäumen finanziell unterstützt werden (vgl. hier).
Dabei gibt es verschiedene Konzepte, die von einer einmaligen Zahlung über einen monatlichen Beitrag bis hin zu einer Investition reichen.
Anbieter dieser Baumpatenschaften sind beispielsweise Bauminvest, Forest Finance, Plantaciones Edelman, Nahow und Global Nature Fund.
Durch das Konzept der Baumpatenschaft soll speziell im Regenwald ein Mittel entstehen, um den durch den hohen Ressourcenverbrauch in Industrienationen mitverursachten Schwund von Flora und Fauna nach dem Verursacherprinzip zu mindern.
Unter Patenschaften neuerer Art treten Ausbildungspatenschaften oder allgemeiner Patenschaften zur Berufsorientierung hervor. In einem Modellversuch des Landes Niedersachsen (an der BBS am Pottgraben in Osnabrück) werden Schüler und Schülerinnen allgemeinbildender Schulen in den Abschlussklassen (in den Gymnasien Klasse 10) in den Betriebspraktika von Auszubildenden sowohl im Aufenthalt in der Berufsschule als auch in den Betrieben betreut. Ohne Altersbarriere gewähren die Betreuungen verbesserte Informationschancen auf die direkten Interessen der Schüler gerichtet. Den Paten steht gleichzeitig eine Chance offen, die Kenntnisse zu vertiefen, zu erweitern und den Schülern in sprachlich zielgerichteter Form die Möglichkeiten des Übergangs von der Schule in die Ausbildung darzustellen.

### Ehrenpatenschaften
Der deutsche Bundespräsident übernimmt auf Antrag die Ehrenpatenschaft für das siebente Kind einer Familie. Zum Zeitpunkt der Antragsstellung müssen einschließlich des Patenkindes mindestens sieben lebende Kinder zur Familie zählen, die von denselben Eltern, derselben Mutter oder demselben Vater abstammen. Adoptivkinder sind den leiblichen Kindern gleichgestellt. Das Patenkind muss Deutsche(r) im Sinne des Art. 116 Abs. 1 Grundgesetz (GG) sein. Die Ehrenpatenschaft hat in erster Linie symbolischen Charakter. Sie ist mit der Taufpatenschaft nicht zu vergleichen. Der Bundespräsident bringt mit der Übernahme der Ehrenpatenschaft die besondere Verpflichtung des deutschen Staates für kinderreiche Familien zum Ausdruck. Seit der Gründung der Bundesrepublik Deutschland 1949 wurden etwa 83.400 Ehrenpatenschaften übernommen (Stand 2025).
Ähnliche Gepflogenheiten gab es schon zu Zeiten der preußischen Monarchie, der Weimarer Republik und im Nationalsozialismus.
In der DDR übernahm ab 1977 der Staatsratsvorsitzende bereits ab dem fünften Kind eine Ehrenpatenschaft.

### Namenspatenschaften
Es ist im Allgemeinen üblich, jede mit Eigennamen behafteten Sache nach bereits existierenden Bezeichnungen zu benennen oder aus diesen abzuleiten. Diese bereits existierende Bezeichnung stellt den Namenspaten für den neuen Namen dar. Der Hauptanteil der Namenspatenschaften findet sich hierbei im privaten Bereich, beispielsweise bei Kinder-, Haustier- oder Firmennamen. Bei der Assoziation zwischen dem Paten und dem neuen Namen sind meist lediglich Grenzen durch die Phantasie des Namensgebers gesetzt, was eine entsprechende Charakterisierung der typischen Name-Pate-Beziehung, gerade im Privatsektor, erschwert. Vor allem bei öffentlichen Eigennamen, also Bergen, Tälern, Straßen, Plätzen, Schulen, Sternen, Hoch- bzw. Tiefdruckgebieten, Arten, Planeten usw., spielen Paten in Form geschichtlicher Ereignisse, geographischer Orte, Personen der Zeitgeschichte, bestimmter Benennungsregelwerke bis hin zu speziellen Codes eine große Rolle. Wer oder was für einen Namen Pate steht ist meist jedoch nicht an feste Regeln geknüpft und kann in der Regel von den für die Namensgebung verantwortlichen Behörden, Ämtern, wissenschaftlichen Institutionen oder sonstigen Einrichtungen recht frei gewählt werden. In vielen Fällen ist auch der Entdecker der zu bezeichnenden Entdeckung der zur Namensgebung Berechtigte. Er bzw. es kann dieses Recht jedoch auch abtreten.
Es ist auch möglich, derartige Namenspatenschaften an Privatpersonen zu veräußern, diesen also gegen Zahlung eines bestimmten Betrages das Namensgebungsrecht für einen öffentlichen Eigennamen vollständig oder geknüpft an bestimmte Bedingungen zuzusprechen. Anstatt aufwendiger und teurer Namengebungskommissionen können auf diese Weise sogar Gelder eingenommen werden und in den meisten Fällen werden diese auch für gemeinnützige Zwecke verwandt bzw. im Sinne der für die Namensvergabe zuständigen meist öffentlichen Institution eingesetzt, was oft ebenso der Gemeinnützigkeit entspricht. Da Namenspatenschaften gerade im Übergangsbereich zwischen öffentlichen und privaten Eigennamen kaum reglementierte Dienstleistungen darstellen, sollte man sich über den Träger und dessen Seriosität bzw. die Anerkennung des Rechtes auf Namensgebung durch eine bestimmte Organisation immer vergewissern.
Ein bekanntes Beispiel für diese Art Patenschaft sind die nach Firmen benannten Sportstadien. Manche naturwissenschaftliche Sammlung ermöglicht auch Privatpersonen, gegen Zahlung einer Spende ein Objekt, z. B. eine Tier- oder Pflanzenart, nach sich zu benennen.

## Internationale Spender-Kinderpatenschaften
Verschiedene Non-Profit-Organisationen und Hilfswerke in den Industrieländern werben um Spendengelder, indem sie Patenschaften für Kinder im Ausland vermitteln. Die Paten überweisen hierbei jährlich Beträge von ca. 30–400 Euro (zum Teil auch mehr), mit denen ein einzelnes Kind – teilweise auch dessen Familie oder die Dorfgemeinschaft – unterstützt wird, Nahrung, Schulbildung, Gesundheitsversorgung etc. erhält. Diese Förderung verläuft im Prinzip über mehrere Jahre. In der Regel wird ein (schriftlicher) Kontakt zwischen Pate und Kind hergestellt; über die Entwicklung des Kindes wird bei einigen Hilfswerken regelmäßig informiert. Bei einigen der Organisationen ist auch ein Besuch des Patenkindes vor Ort möglich. Damit erhalten Hilfsprojekte eine persönliche Komponente. Deshalb und wegen der jahrelangen Bindung handelt es sich um eine besonders effektive Form des Spendensammelns.
Das schnelle Wachstum vieler Organisationen für Kinderpatenschaften hat auf dem deutschen Spendenmarkt einen Verdrängungswettbewerb ausgelöst:
Nach Angaben des DZI (Spenden-Almanach 2010/11) stiegen zwischen 2002 und 2009
- die Einnahmen von Plan International Deutschland von 37,8 Millionen auf 85 Millionen Euro (plus 125 Prozent)
- die Einnahmen von World Vision von 31 Millionen auf 62 Millionen Euro.
- Die Kindernothilfe und die Christoffel-Blindenmission verzeichneten Steigerungen von mehr als zehn Prozent. Das DZI veröffentlicht regelmäßig Untersuchungen zur Seriosität.[6]

Hilfswerke, die Kinderpatenschaften ablehnen, verzeichneten Einbußen, zum Beispiel Misereor, Adveniat und Die Sternsinger Zitat: Wichtig ist uns, die Bevorzugung eines einzelnen Kindes zu vermeiden. Die Kinderpatenschaftsprogramme werden in Zusammenarbeit mit Einrichtungen verwirklicht, in denen alle Kinder gefördert werden. Durch die Unterstützung der gesamten Einrichtung soll das Kind lernen, in seiner Umwelt – in der Gemeinschaft seiner Freunde, seiner Familie, seines Dorfes – zu leben. 
Einige traditionelle Hilfswerke werfen Konkurrenten unseriöse Werbung vor: „Dem Paten wird etwas vorgespiegelt, denn das Geld kommt ja nicht direkt zum Kind“ (Helga Kuhn von Unicef). Misereor-Geschäftsführer Martin Bröckelmann-Simon kritisierte, durch Patenschaften entstünden „Inseln der Glückseligkeit“. Hilfsorganisationen sollten stattdessen die Gemeinschaft stärken.
Derzeit gibt es mehrere Organisationen, die eine internationale Kinderpatenschaft anbieten, unter anderem Hoffnungsträger Stiftung, Plan International, SOS-Kinderdorf e. V., Deutsche Komitee für UNICEF e. V. sowie World Vision Deutschland e. V.

### Diskussion um internationale Kinderpatenschaften
Kritiker von Einzelkinderpatenschaften meinen, dass solche Programme den betreffenden Kindern langfristig bisweilen mehr schaden als nützen und dass es sich allgemein um eine ineffiziente Form von Entwicklungszusammenarbeit handelt.
- Das Patenschaftsgeld diene oft nur einem einzelnen Kind. Das dadurch „privilegierte“ Kind könnte unter dem Neid anderer, nicht derart geförderter Kinder und Familien leiden und sozial isoliert werden.
- Die Kinder würden für die Spendensammlung „instrumentalisiert“.
- Entgegen dem Eindruck, es werde besonders direkt und unbürokratisch geholfen, sei der Verwaltungsaufwand – etwa für die Aufrechterhaltung des Kontakts zwischen Pate und Kind – bei solchen Programmen besonders hoch.
- Über den Verwaltungsaufwand, die Auswahl der begünstigten Kinder oder die Miteinbeziehung des sozialen Umfeldes werde oft kaum oder nur lückenhaft informiert.
- Es sei ineffizient, wenige einzelne Kinder besonders zu fördern. Die Gesamtsituation des Dorfes, des Landes etc. werde nicht verbessert.

Die Stiftung Warentest hat sich 1985 in einer breit angelegten empirischen Untersuchung zum Thema Kinderpatenschaften mit diesen und anderen Kritikpunkten auseinandergesetzt. Trotz einiger positiver Aspekte hat sie sich im Ergebnis grundsätzlich kritisch zu dieser Form der Entwicklungshilfe geäußert. Zusammenfassend gelangte die Stiftung Warentest zu der Feststellung: „Was die Dritte Welt braucht, sind Partner, nicht so sehr Paten!“
Die schweizerische Kontrollstelle für Spendenorganisationen ZEWO betrachtet vor allem die Werbung für Kinderpatenschaften als ethisch bedenklich und zertifiziert deshalb keine Organisationen mit Einzelkinderpatenschaften. ZEWO ist allerdings weltweit die einzige Spendenzertifizierungsbehörde mit dieser Haltung; andere sogenannte „watchdog“-Organisationen („BBB Wise Giving Alliance“, „ECFA“, „Charity Navigator“) akzeptieren Kinderpatenschaften ohne Vorbehalte als Spendenform. Auch in Österreich können Patenschaftsorganisationen das Österreichische Spendengütesiegel beantragen.
Das Deutsche Zentralinstitut für soziale Fragen (DZI) schreibt zu Kinderpatenschaften:

„Die Dauerspende, sei es in Form von einer Patenschaft, Partnerschaft oder auch ganz ohne besondere Zweckbindung, hat gegenüber Einzelspenden den Vorteil, dass nicht für jeden einzelnen Spendenvorgang gesondert und kostenträchtig geworben werden muss.“

Das DZI weist aber auch darauf hin, dass Patenschaften einen höheren Verwaltungsaufwand erfordern und dass es unterschiedliche Formen von Patenschaften gibt. Das DZI empfiehlt die Form, bei der mit den Patenschaftsbeiträgen Projekte finanziert werden, „die der ganzen Gemeinschaft, in der das Kind lebt, zukommen“. Laut DZI können Spender „der Werbung der jeweiligen Organisation entnehmen …, in welcher Form ihre Patenschaftsbeiträge Verwendung finden.“
Die Stiftung Warentest verglich 2004 die Verwaltungskosten unterschiedlicher Organisationen und kam zu dem Ergebnis, dass diese bei einzelnen Organisationen bis zu einem Drittel der Gesamtausgaben ausmachten.
In einer Untersuchung hat Annette Scheunpflug die Werbung von deutschen Organisationen (CCF Kinderhilfswerk, Plan International Deutschland, der Kindernothilfe, den SOS-Kinderdörfern/Hermann Gmeiner Fonds und von World Vision Deutschland) untersucht, die Kinderpatenschaften vermitteln. Darin kommt sie zu dem Ergebnis, „dass die Darstellung von Kinderpatenschaften in der Öffentlichkeitsarbeit die Spannung zwischen der Kommunikation von Pate zum Kind und einer fachlich angemessenen Kommunikation über Entwicklungszusammenarbeit ausbalancieren muss. Diese Herausforderung gelingt den untersuchten Organisationen unterschiedlich.“
Scheunpflug untersuchte vor allem die Werbung der Organisationen und urteilte: „Einige Materialien vermitteln den Eindruck, dass sich die Spender Wunschkinder aussuchen könnten.“ Die Studie stellt aber die Legitimität von Kinderpatenschaften nicht grundsätzlich in Frage. Kritisch anzumerken ist in diesem Zusammenhang, dass die Studie von Annette Scheunpflug von „Terre des Hommes“ und der „Deutschen Welthungerhilfe“ finanziert wurde, also von Mitbewerbern, die selbst keine Kinderpatenschaften vermitteln.
Eine weitere Studie über das Patenschaftskonzept verfassten Angelika Hagen und Ernst Gehmacher 2004. In einer breit angelegten Sozialkapitalstudie bei Paten von World Vision Österreich zur „Erforschung von Glück und Zufriedenheit“ im Rahmen des Programms der OECD „Measuring Social Capital“ (Messung von Sozialkapital) kamen die Autoren zu dem Ergebnis, dass die meisten Patenschaften durch persönliche Gespräche zustande kommen. In einem Interview betont Gehmacher zudem: „… an Patenschaften ist – sofern sie so achtsam betrieben werden wie die durchgeführte Studie zeigt – nichts Ausbeuterisches, Unethisches; und die Unterstützung kommt nachhaltig der gesamten Gemeinschaft zugute“.

## Örtliche Patenschaften
Örtliche Patenschaften (auch als ‚Aktivpatenschaften‘ bekannt) haben sich in Deutschland seit etwa 15 Jahren durch lokale Initiativen verschiedener Art entwickelt. Mehr als 1500 in über 1000 großen und kleinen Städten Deutschlands gibt es zurzeit. In den letzten Jahren lässt sich ein Boom verzeichnen: Vielerorts gründen sich neue Patenschaftsprogramme.
Immer erforderlich ist für die Realisierung einer Aktivpatenschaft ein Vermittlungsbüro, das eine(n) ehrenamtliche(n) Patin/Paten findet und sie/ihn mit einem dazu passenden Patenkind oder auch mit einer ganzen Patenfamilie zusammenbringt. Ein Drittel der örtlichen Vermittlungsbüros sind Lokalbüros der großen Wohlfahrtsorganisationen wie Caritas, Diakonie, AWO, Deutscher Kinderschutzbund oder sie gehören zu den Netzwerken der Freiwilligenagenturen und Seniorenbüros. Die übrigen entstanden durch reine Privatinitiativen oder wurden von lokalen Institutionen (Gemeindeverwaltungen usw.) ins Leben gerufen.
In Deutschland unterstützt das Bundesprogramm „Menschen stärken Menschen“ Wohlfahrtsverbände, Stiftungen, Migrantenorganisationen und andere zivilgesellschaftliche Organisationen bei der Stiftung von Patenschaften.
Weltweit gesehen fanden die ersten Initiativen für örtliche Patenschaften vor 100 Jahren in den USA statt. Einige Bürger in den jungen Industriestädten der Ostküste nahmen sich der Straßenkinder an, um sie vor Kriminalität und Ausgrenzung zu bewahren. Inzwischen ist daraus eine bundesweite Organisation mit über 400 örtlichen Vermittlungsbüros geworden unter dem Namen ‚Big Brothers Big Sisters of America‘ (BBBS). Andere amerikanische Wohlfahrtsorganisationen haben die Idee auch übernommen und dabei in ihrer Form und Ausrichtung auf verschiedene Zielgruppen variiert. In Europa hat die 'Patenschaftsbewegung' zuerst im Vereinigten Königreich Fuß gefasst, bevor sie sich in den letzten 20 Jahren auch in etwa 20 anderen europäischen Ländern ausbreitete. Big Brothers Big Sisters gibt es seit 2006 auch in Deutschland; seit 2001 wurde ein Patenschaftsprogramm nach dem Vorbild von BBBS unter dem Namen ‚biffy – Big Friends for Youngsters‘ von der Deutschen Kinder- und Jugendstiftung aufgebaut.

### Örtliche Kinderpatenschaft
Die örtliche Kinderpatenschaft wird in Deutschland am ehesten verständlich durch das Stichwort „Leihoma“ (oder „Wunsch-Oma“). Ihr männlicher Kollege, der „Leihopa“ („Wunsch-Opa“), wurde wahrscheinlich zuerst erfunden und zwar von den Autoren einer Fernsehserie aus den 1980er Jahren. In Wirklichkeit ist er eine große Rarität im Vergleich zu den mehreren tausend Leihomas, die es bereits in Deutschland gibt. Im Gegensatz zu den angelsächsischen Ländern mangelt es in Deutschland auch an jüngeren Patinnen und Paten.
Manche Vermittlungsbüros benutzen statt „Leihoma“ den Ausdruck „Patenoma“. Manche ehrenamtliche Paten stellen sich für einige Stunden pro Woche oder Monat völlig unentgeltlich zur Verfügung, andere erhalten von den Eltern die Fahrtkosten ersetzt und/oder eine Aufwandsentschädigung. (In Deutschland unterliegen Tätigkeiten in der Erziehung, die im Rahmen eines Minijobs verrichtet werden, allerdings den Regelungen zum Mindestlohn, da es sich dabei nicht um ein Ehrenamt handelt.) Es gibt zurzeit in Deutschland ca. 100 Vermittlungsbüros für örtliche Kinderpatenschaften.

### Örtliche Lernpatenschaft
Bei einer Lernpatenschaft unterstützt die Patin oder der Pate Kinder regelmäßig bei der Bildung. Es kann sich dabei um ehrenamtliche Hausaufgabenhilfe für ein einzelnes Kind oder für eine kleine Gruppe von Kindern handeln. Die Unterstützung kann beispielsweise in einer Kita, Stadtbibliothek oder Grundschule stattfinden. Ähnliche Aktivitäten und Bezeichnungen sind: Lesepaten, Sprachpaten, Bildungspaten, Leselernhelfer, Mentoren, Schülerpaten, Schülercoaches. In Kindergärten geht es bei Bildungspatenschaften auch um Vorlesen, Gärtnern, künstlerisches Arbeiten und Musik.
Eine Lern-, Bildung- oder Schülerpatenschaft unterscheidet sich schon dadurch von der Nachhilfe, dass sie ehrenamtlich ist. Derartige Aktivpatenschaften werden auch als ein Beitrag zur Bildungsgerechtigkeit betrachtet.
Der Deutsche Kinderschutzbund vermittelt Klassenpaten als Unterstützung für Schulklassen, die einen hohen Anteil an Kindern mit Migrationshintergrund haben.
Zu den Organisationen, die im Bereich Schülerpatenschaften tätig sind, zählen u. a. Balu und Du, das Chancenwerk, Schülerpaten Deutschland und Tausche Bildung für Wohnen.

### Örtliche Familienpatenschaft
Bei einer Familienpatenschaft kümmert sich die Patin oder der Pate regelmäßig um eine junge Familie mit kleinen Kindern. Aus den verschiedenen Gründen haben es diese Familien besonders schwer, mit dem täglichen Leben und der Kindererziehung zurechtzukommen, und ihnen soll durch Familienpaten geholfen werden. Die Idee kommt aus England. Dort hat eine private Wohlfahrtsorganisation mit Hilfe der Regierung in den letzten 30 Jahren über 300 lokale Büros eingerichtet oder gefunden, die Familienpatenschaften vermitteln. Filialnetze in Norwegen, Ungarn und den Niederlanden bestehen auch schon. In Deutschland ist die Idee in den letzten Jahren von über 10 örtlichen Vermittlungsstellen aufgegriffen worden. Auch Wohlfahrtsverbände wie zum Beispiel die Caritas und der Paritätische Wohlfahrtsverband vermitteln (ehrenamtliche) Familienpaten. Bei Familienpatenschaften, die im Rahmen der durch das Nationale Zentrum Frühe Hilfen geförderten Frühen Hilfen vermittelt werden, werden die ehrenamtlichen Familienpaten durch eine Fachkraft vorbereitet und während der Patenschaft fortlaufend begleitet.
In Bayern haben sich der Deutsche Kinderschutzbund Landesverband Bayern e. V., der Bayerische Landesverband des Katholischen Deutschen Frauenbundes e. V., der Landesverband Mütter und Familienzentren in Bayern e. V. und das Zentrum Aktiver Bürger Nürnberg zum Netzwerk Familienpaten Bayern zusammengetan, um eine niedrigschwellige Unterstützung von Familien durch Familienpaten zu ermöglichen. An zahlreichen Standorten in Deutschland vermittelt außerdem das Sozialunternehmen wellcome ehrenamtliche Helfer zur Unterstützung für Familien mit Neugeborenen. In Berlin vermittelt der Verein AMSOC e. V. („Ambulante Sozialpädagogik Charlottenburg“) ehrenamtliche Paten für Familien mit psychischen Problemen.

### Örtliche Jobpatenschaft
Jobpatinnen und -paten ermuntern und unterstützen Jugendliche in der letzten Hauptschulklasse, den ‚Quali‘ zu schaffen. Anschließend helfen sie den jungen Menschen bei der Suche nach einem Job oder einer Lehrstelle. Öfter tritt der Pate auch erst nach Schulabschluss in Erscheinung.
Das Modell kommt aus Frankreich. Dort gibt es schon seit langem ein öffentlich finanziertes Netzwerk von ca. 600 Beratungs- und Informationsbüros für jugendliche Arbeitsuchende. Etwa die Hälfte unter ihnen rekrutiert ehrenamtliche Jobpatinnen und -paten. Laut einer ministeriellen Verlautbarung soll es dort zurzeit über 8000 Jobpatinnen und -paten geben. Sie übernehmen das Jobpatenkind so lange, bis es einen Job gefunden hat und den Anschein erweckt, dass es ihn auch behalten will und kann.
In Deutschland gibt es zurzeit ca. 90 lokale Vermittlungsbüros.

### Örtliche Patenschaft für Senioren
Patenschaften für Senioren, etwa ein ehrenamtliches Engagement mit Besuchen, Spaziergängen und anderen kleinen Unternehmungen, ähnlich der Nachbarschaftshilfe, werden beispielsweise durch Vereine, Pflegestützpunkte oder andere lokale Netze oder auch direkt durch Pflegeheime vermittelt. Eine rein finanzielle Patenschaft für bedürftige Senioren vermittelt hingegen zum Beispiel der Verein Lichtblick Seniorenhilfe. Der Begriff „Seniorenpatenschaft“ ist hingegen doppeldeutig, da auch ein Einsatz von Senioren oder Gruppen von Senioren für andere Menschen so genannt wird.
Digitalpaten begleiten und unterstützen Mitbürger, vor allem ältere Menschen, beim Einsatz digitaler Medien.

### Postpaten
Postpaten unterstützen Menschen, die ihre Briefe und Postsendungen alleine nicht bewältigen können. Sie helfen ihnen zu Hause beim Öffnen, Vorlesen, Sortieren, Ablegen und Erledigen der Post. Gegebenenfalls gehen sie ihnen bei der Zusammenstellung von Unterlagen für Anträge zur Hand und begleiten sie zu Behörden. Sie haben – im Gegensatz zu ehrenamtlichen oder beruflichen Betreuern – keine Vertretungsmacht. Postpaten werden beispielsweise durch Postpatenprojekte verschiedener Wohlfahrtsverbände und deren Beratungsstellen vermittelt.

### Weitere Patenschaften
Das BMFSFJ fördert – aufbauend auf Erfahrungen mit Patenschaften für Flüchtlinge, für Menschen mit Migrationshintergrund und für junge Menschen im Übergang von der Schule in die Ausbildung oder den Beruf – seit 2018 mit dem Bundesprogramm „Menschen stärken Menschen“ Patenschaften für Flüchtlinge sowie allgemeiner für Menschen in benachteiligenden Lebenssituationen. Der Koalitionsvertrag für die 20. Legislaturperiode sieht eine Fortführung dieses Bundesprogramms vor.